# 小羊和狼
小羊和狼是《伊索寓言》中的一則寓言。

## 故事
一隻小羊站在屋頂上，自以為沒有危險，看見一隻狼走過，便開口向他罵起來。狼向上一瞧說：「哼！我已經聽見了，但這并不是你在罵我，只是你站著的屋頂在罵我啊！」。

## 寓意
- 天時和地利，使弱者佔強者的便宜。